# Charles Lapworth
Charles Lapworth (Faringdon, Berkshire, atual Oxfordshire, 20 de setembro de 1842 — Birmingham, 13 de março de 1920) foi um geólogo inglês.
Foi  laureado pela Sociedade Geológica de Londres com a Medalha Bigsby de 1887 e com a medalha Wollaston de 1899. Em 1891 foi laureado pela Real Sociedade de Londres com a Medalha Real.